# 福井俊彦
福井俊彥（日语：／ Fukui Toshihiko，1935年9月7日—），日本經濟學家、銀行家。一般財團法人佳能全球戰略研究所理事長。
歷任日本銀行副總裁、株式會社富士通總研理事長、社團法人經濟同友會副代表幹事、第29代日本銀行總裁（2003年3月－2008年3月）。